# Daryl Hecht
Daryl L. Hecht (ur. 25 czerwca 1952, zm. 3 kwietnia 2019) – amerykański prawnik, sędzia Sądu Najwyższego Stanu Iowa i były przewodniczący Stowarzyszenia Prawników Stanu Iowa.
Zmarł w wieku 66 lat po walce z rakiem.